# Barathrum

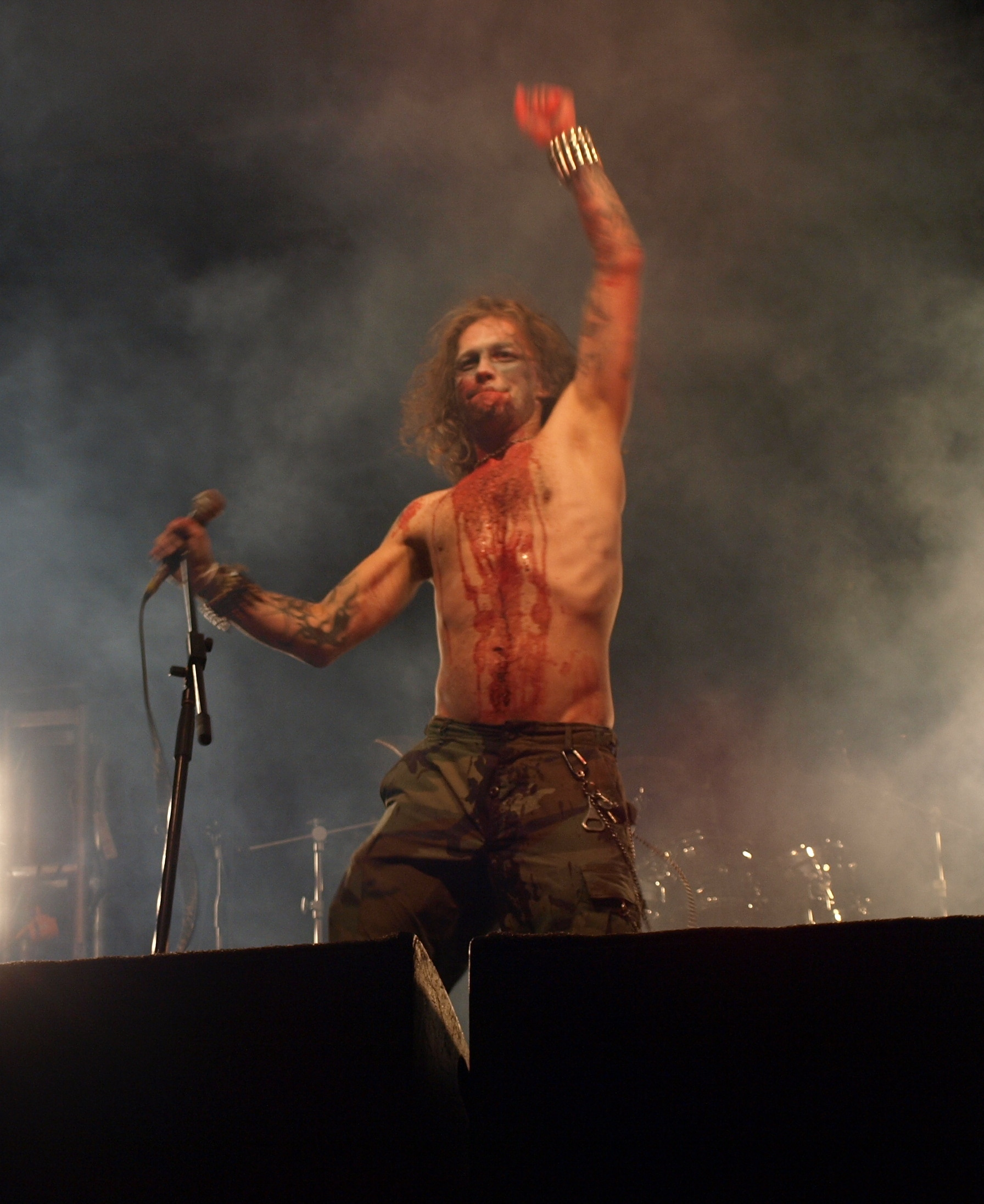
Barathrum - Jalometalli 2008

Barathrum é uma banda de black e doom metal formada em Kuopio, Finlândia, em 1990.
Inicialmente chamada de "Darkfeast", mudarem seu nome para Barathrum no mesmo ano (1990). A banda assinou contrato com uma pequena gravadora alemã, chamada Nazgul´s Eyrie Productions, através da qual editou três álbuns. Embora usufruíssem de uma produção sonora bastante pobre, essa trinca de discos foi muito mais que suficiente para estabilizar o conjunto com um dos mais cultuados do underground europeu, tanto por causa de sua imagem totalmente satânica, quanto devido a sua música: um black metal original, que vale-se pela presença de dois baixos – um de seis e outro de quatro cordas, e de muita influência de heavy rock, em especial pela presença de riffs.

## Discografia

### Álbuns de estúdio
- Hailstorm (1994)
- Eerie (1995)
- Infernal (1997)
- Legions of Perkele (1998)
- Saatana (1999)
- Okkult (2000)
- Venomous (2002)
- Anno Aspera - 2003 Years After Bastard's Birth (2005)

### Álbuns ao vivo
- Long Live Satan (2009)

### EPs e singles
- Devilry (EP, 1997)
- Jetblack (1997, 7"EP, limited to 666 copies)
- Black Flames and Blood (CDS, 2002)

### Demos
- From Black Flames to Witchcraft (1991)
- Witchmaster (1991)
- Battlecry (1992)
- Sanctissime Colere Satanas (1993)
- Sanctus Satanas (Studio & Stage) (1993)
- Soaring Up from Hell (1993)